# Brestov nad Laborcom
Brestov nad Laborcom, russinisch Берестiв над Лабiрцьом/Berestiw nad Labirzom (1927–1960 slowakisch „Brestov“ – bis 1927 „Zbudský Brestov“; ungarisch Laborcbér – bis 1907 Izbugyabresztó)  ist eine Gemeinde im Nordosten der Slowakei mit 130 Einwohnern (Stand 31. Dezember 2024), die zum Okres Medzilaborce, einem Kreis des Prešovský kraj gehört und in der traditionellen Landschaft Zemplín liegt.

## Geographie
Die Gemeinde befindet sich in den Niederen Beskiden im Bergland Laborecká vrchovina, im Tal des Laborec. Das Ortszentrum liegt auf einer Höhe von 220 m n.m. und ist 19 Kilometer von Medzilaborce sowie 23 Kilometer von Humenné entfernt (Straßenentfernung).
Nachbargemeinden sind Radvaň nad Laborcom im Nordwesten, Norden und Nordosten, Rokytov pri Humennom im Osten, Zbudské Dlhé im Südosten und Hrabovec nad Laborcom im Süden, Südwesten und Westen.

## Geschichte
Brestov nad Laborcom wurde zum ersten Mal 1434 als Breztow schriftlich erwähnt, weitere historische Bezeichnungen sind unter anderen Berezthew (1463) und Zbudský Brestow (1808). Das Dorf war Besitz der Familie Izbugyay, im 16. Jahrhundert der Familien Forgách und Pethő, später verschiedener landadliger Gutsherren. 1715 gab es eine Mühle, vier verlassene und fünf bewohnte Haushalte. 1787 hatte die Ortschaft 27 Häuser und 204 Einwohner, 1828 zählte man 35 Häuser und 254 Einwohner. Um die Mitte des 19. Jahrhunderts wanderten viele Einwohner aus.
Bis 1918 gehörte der im Komitat Semplin liegende Ort zum Königreich Ungarn und kam danach zur Tschechoslowakei beziehungsweise heute Slowakei. In der Zeit der ersten tschechoslowakischen Republik waren die Einwohner vorwiegend als Landwirte beschäftigt. Nach dem Zweiten Weltkrieg pendelte ein Teil der Einwohner zur Arbeit nach Medzilaborce und Humenné, Košice, die Landwirte waren privat organisiert.

## Bevölkerung
| Jahr                | 1994 | 2004     | 2014     | 2024     |
| ------------------- | ---- | -------- | -------- | -------- |
| Anzahl der Personen | 90   | 68       | 105      | 130      |
| Unterschied         |      | −24,44 % | +54,41 % | +23,80 % |

| Jahr                | 2023 | 2024    |
| ------------------- | ---- | ------- |
| Anzahl der Personen | 127  | 130     |
| Unterschied         |      | +2,36 % |

Nach der Volkszählung 2011 wohnten in Brestov nad Laborcom 105 Einwohner, davon 57 Slowaken, 19 Russinen, 16 Roma und ein Tscheche. 12 Einwohner machten keine Angabe zur Ethnie.
68 Einwohner bekannten sich zur griechisch-katholischen Kirche, 23 Einwohner zur römisch-katholischen Kirche und zwei Einwohner zur orthodoxen Kirche. Ein Einwohner war konfessionslos und bei 11 Einwohnern wurde die Konfession nicht ermittelt.

## Verkehr
Durch Brestov nad Laborcom führt die Cesta II. triedy 559 („Straße 2. Ordnung“) von Humenné heraus und weiter nach Medzilaborce und Čertižné. Die nächsten Bahnanschlüsse sind in Hrabovec nad Laborcom und Radvaň nad Laborcom an der Bahnstrecke Michaľany–Łupków.